# Le Garçon à l'écureuil
Vous lisez un « bon article » labellisé en 2025.
Le Garçon à l'écureuil (en anglais A Boy with a Flying Squirrel) ou Henry Pelham est une huile sur toile peinte en 1765 par l'artiste anglo-américain John Singleton Copley et conservée au musée des Beaux-Arts de Boston. Ce tableau représente Henry Pelham, adolescent et demi-frère de l'artiste, en compagnie de son écureuil volant apprivoisé, un animal qui devient un symbole récurrent dans les portraits coloniaux américains.
Réalisée à une époque où Copley exerce en tant que portraitiste à Boston et aspire à se faire un nom en Europe, l'œuvre est présentée à Londres en 1766, où elle reçoit les éloges de peintres tels que Joshua Reynolds, qui souligne la maîtrise technique de Copley et l'aspect détaillé de son travail. Considéré par les critiques comme un tournant dans la carrière de Copley et un marqueur dans l'histoire de l'art américain, ce tableau a également été exposé à la National Gallery of Art.

## Contexte artistique
| - Duchesse de Marlborough, Reynolds (c. 1759). - Mrs. Jerathmael Bowers, Copley (1763). |

Avant l'indépendance des  États-Unis, dès 1765, John Singleton Copley est devenu l'un des portraitistes les plus prisés des riches habitants de Nouvelle-Angleterre, de Boston et de New York qui aspirent à voir leur richesse et leur position sociale mises en valeur. Autodidacte ayant étudié seul l'art européen par le truchement d'estampes,, l'artiste s'inscrit à ses débuts dans la tradition spécifiquement américaine des limners,, marquée par ce que l'historienne de l'art Barbara Novak (en) considère comme un souci « primitif » d'exactitude allié à un désir « archaïque » de percer le mystère des peintures de cour britanniques. 
Copley aspirait à devenir peintre d'histoire selon les canons européens. Afin d'évaluer l'accueil de son œuvre en Angleterre, il achève à l'âge de vingt-sept ans, à l'automne 1765, Le Garçon à l'écureuil, destiné à un public londonien.
Les portraits coloniaux américains présentent assez fréquemment des écureuils enchaînés, tenus par des femmes ou des enfants, symboles de domestication réussie qui  témoignent de la bonne éducation de leurs propriétaires, le dressage visant à « civiliser » l'animal comme son maître. L'historien de l'art Alfred Neumeyer (de) observe, plus généralement, que la représentation d'enfants avec des animaux est une convention commune dans la peinture européenne depuis le XVIIe siècle, s'inscrivant dans l'usage de représenter les sujets dans l'exercice d'une activité qui leur est habituelle, celle de loisir pour les enfants, non sans recherche d'un effet de drôlerie dans le sérieux avec lequel l'animal-trophée est brandi. Selon Neumeyer, la composition est presque toujours « en pied dans une pure frontalité », afin de garantir aux parents « une présence maximale pour leur argent ».
| - Rebecca Orne par Joseph Badger, 1757. - John Bee Holmes, par Copley, 1765. |

Outre ce tableau, Copley peint en 1765 deux autres œuvres intégrant des écureuils : Mrs. Theodore Atkinson et Boy with a squirrel, John Bee Holmes. Selon le critique Henry Theodore Tuckerman, John Singleton Copley avait une connaissance approfondie de l'histoire naturelle de l'écureuil volant et a possédé plusieurs spécimens apprivoisés. Son utilisation emblématique de l'écureil s'inscrit dans une mode américaine de la deuxième moitié du XVIIIe siècle, dont témoignent également des œuvres de Joseph Badger, sans qu'on sache très bien si Badger ou Copley en est à l'origine,.

## Description

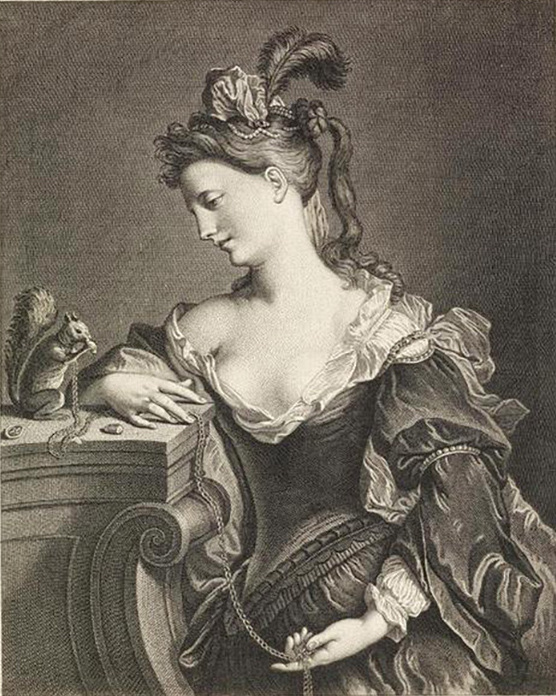
Jeune Fille badinant avec un écureuil, gravure de Jean-Baptiste de Poilly d'après un tableau présenté au Salon de 1737 par Jacques Courtin.

Le tableau représente Henry Pelham de profil, assis à une table,. Il regarde vers la gauche comme perdu dans une rêverie , son oreille [dégagée] occupant une place prépondérante dans la composition. Pelham est représenté avec des vêtements de qualité qui soulignent son rang et son prestige. La chaîne en or renforce encore cette volonté d'affirmer la supériorité sociale du sujet, ainsi que celle de l'artiste lui-même. Le jeune garçon porte une redingote bleu foncé dont le col est doublé de satin rose, un gilet jaune et une chemise à col blanc rabattu. Sa main droite tient par une chaîne en or son écureuil volant. Le peintre a prêté une attention particulière aux jeux d'ombre et de lumière sur les vêtements, particulièrement les volants des poignets, les ondulations du col rose et les ombres sous les boutonnières du gilet. Il met en œuvre une palette assez variée en couleurs et textures : le drapé rouge en arrière-plan — qui par ailleurs n'offre aucune ouverture en perspective sur un espace au-delà de la scène, et concentre le regard sur le sujet —, la surface lustrée de la table en acajou, l'épiderme du garçon, le pelage soyeux de l'animal ainsi que les reflets délicats dans le verre d'eau. L'écureuil, dont le regard entre en contact avec le spectateur, bénéficie d'une attention particulière, notamment dans le traitement précis de ses yeux et de son patagium. Il est figuré en train de grignoter la chair d'une noisette récemment cassée, geste emblématique dans l'art colonial américain qui symbolise la patience et la persévérance,.
Copley adapte son style pour plaire au public anglais en idéalisant le visage de son modèle, tout en conservant une précision réaliste pour les détails matériels. Dans  cette œuvre, il soigne les proportions et modifie certaines parties comme la table et les bras, comme l'a révélé une restauration récente.
L'historienne Jennifer Rogers a décrit son aperception progressive du tableau durant la première heure d'une période d'observation qui en comptait trois de la manière suivante : 

« Cela m'a pris neuf minutes pour me rendre compte que la forme de l'oreille du garçon fait précisément écho à celle de la dentelure [de la membrane] sur le ventre de l'écureuil […]. Il a fallu 21 minutes pour que je réalise que l'écartement des doigts qui tiennent la chaîne est exactement identique au diamètre du verre d'eau qui les jouxte. Il a bien fallu 45 minutes avant que je m'aperçoive que les plis et froissures apparemment aléatoires du rideau à l'arrière-plan sont en réalité des copies parfaites de la forme de l'oreille et de l'œil du garçon. »

 Selon le neurologue Geoffrey Schott, ces ressemblances ne sont pas nécessairement voulues mais leur reconnaissance est un trait caractéristique du processus de mémorisation inhérent à l'observation.
L'historien de l'art Alfred Neumeyer relève que le tableau de Copley « semble être basé » sur une gravure de Jean-Baptiste de Poilly d'après un tableau présenté au Salon de 1737 par Courtin et intitulé Jeune fille badinant avec un écureuil. Selon cet auteur, la position de la tête, le profil et la manière de tenir la chaîne sont presque identiques, l'originalité de Copley résidant dans « la transformation d'une scène de genre sentimentale et amusante en une œuvre à la forme plus grandiose, à la composition concentrée et à l'expression solemnelle »,.

## Composition
| - Le Château de cartes, une gravure de Lépicié d'après Chardin que Copley a « presque certainement vue »,. - Portrait d'Henry Pelham par Copley en 1760 qui partage avec celui de 1765 le choix d'un profil. |

Ce tableau n'est pas une œuvre de commande, à l'opposé de la plupart des portraits réalisés par Copley à Boston. Avec ce portrait, Copley a voulu démontrer qu'il maîtrisait parfaitement les codes iconographiques de la peinture anglaise, affirmant ainsi la légitimité de son aspiration à être reconnu comme un pair par les peintres de la Society of Artists of Great Britain. Sa composition ne répond pas aux exigences d'un client et il n'est pas destiné à être conservé au sein d'une famille, mais à voyager et à toucher un public qui ne connaît pas le sujet du portrait. Selon Jennifer Roberts, le choix d'une représentation de profil, rare dans la période américaine de Copley et peut-être inspiré par Chardin, permet de réifier le sujet du tableau en évitant qu'il ne regarde le spectateur, tout en conférant à l'œuvre une valeur d'échange, comme par allusion aux profils présents sur les pièces et médailles. Ce mode de représentation assure, selon Jennifer Roberts, une « généralisation honorifique » tout en permettant une « transmission efficace à grande distance ».

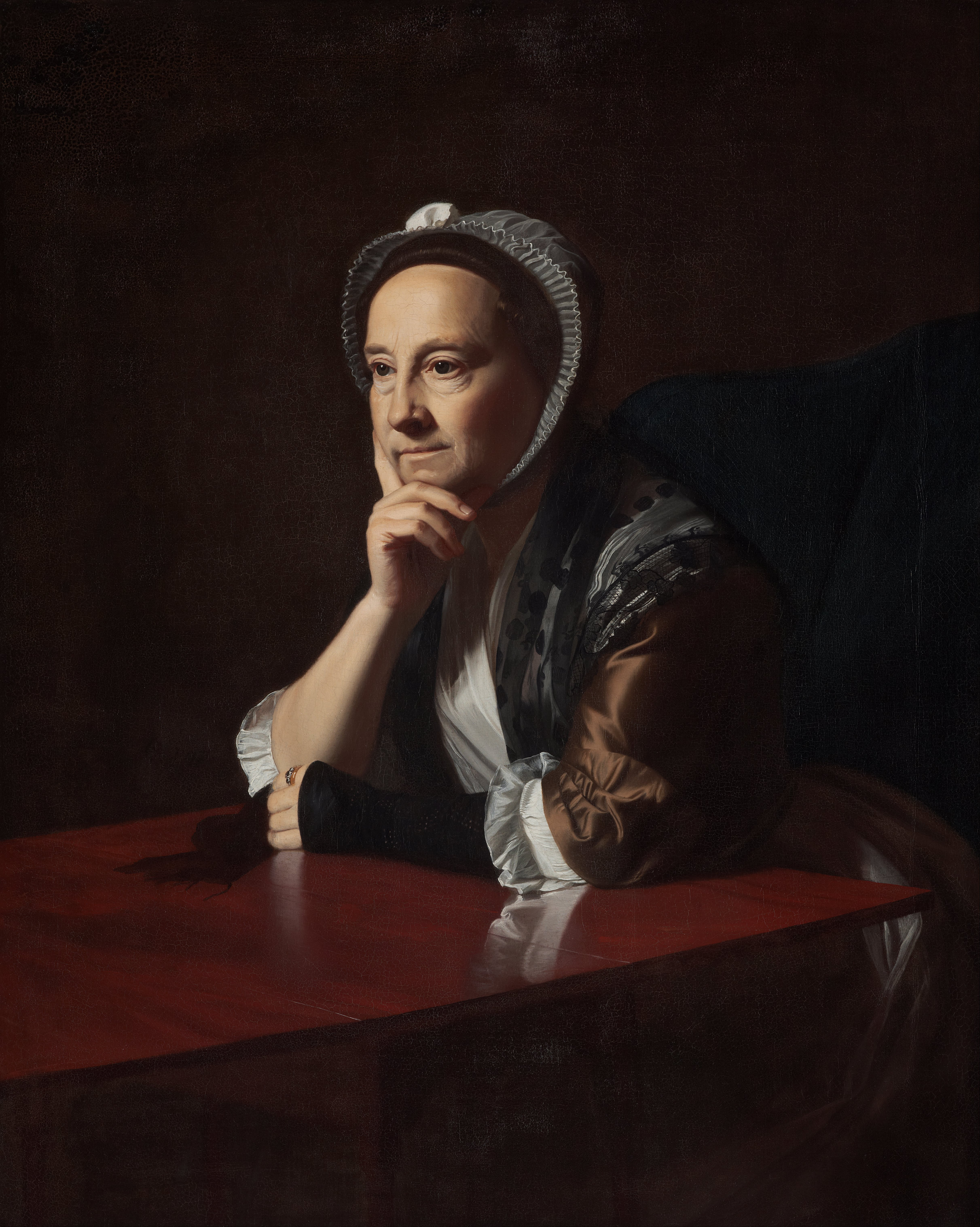
Le portrait de Mme Devereux (1771), un tableau à dessus de table, conçu en vue d'un envoi transatlantique.

Si le choix de représenter le sujet de profil est évocateur de la dénotation aristocratique liée à l'imago clipeata, d'autres éléments de composition en contredisent la planéité et tirent l'œuvre vers le tableau de conversation. Tel est le cas de la table en acajou, dont le plateau reflète et amplifie plusieurs éléments-clés du tableau, en orientant frontalement ce dernier vers le spectateur, avec lequel il engage un lien porteur en même temps d'illusion et de mise en confiance. Ce dispositif préfigure la série des tableaux dits à « dessus de table », auquel appartient notamment le portrait de Madame Devereux (1771), où la table joue un rôle central et médiatif entre le sujet et le spectateur et dont l'exécution caractérise le style précis de Copley par opposition à la facture plus rapide de Reynolds. Selon Roberts, la combinaison entre un profil et un tableau de conversation est une sorte de « greffe ». Le romancier et critique John Updike trouve plutôt une « qualité schizophrénique » au contraste entre la sécheresse minutieuse du traitement des matières et de l'animal et la qualité « crémeuse et onirique » du rendu du visage.

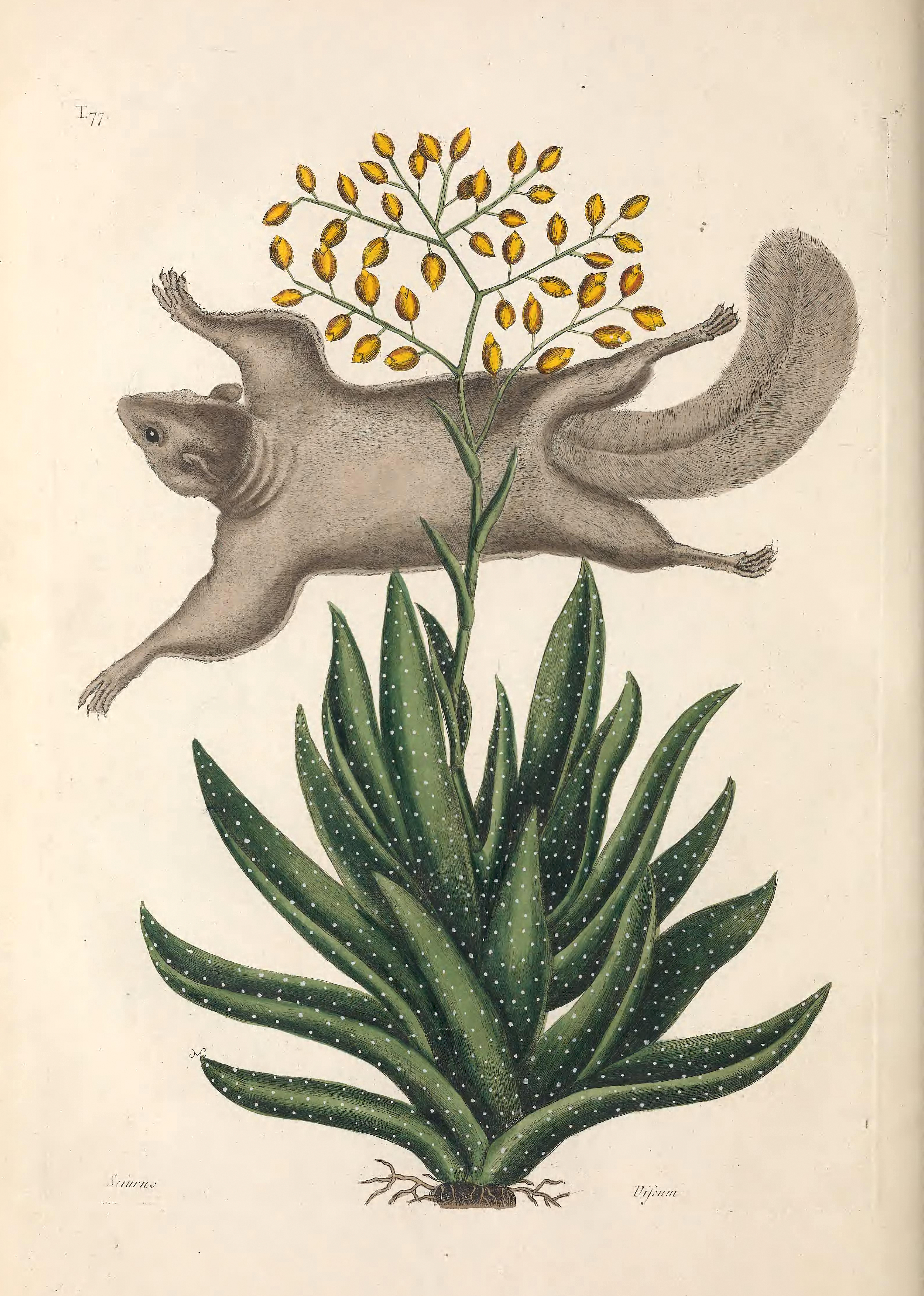
Un écureuil volant américain (glaucomys) figuré par le naturaliste et graveur Mark Catesby au XVIIIe siècle.

Le premier plan du tableau est occupé par l'écureuil, lié au modèle par une chaîne, mais qui, à l'inverse de celui-ci, regarde le spectateur. Jennifer Roberts interprète la précision naturaliste de son traitement pictural à la lumière des analyses de Susan Scott Parrish sur le rôle de cadeaux des spécimens américains : offerts à des récipiendaires anglais, ils étaient censés susciter en retour estime et gratitude et à tout le moins, dans le cas de Copley, permettre d'entamer une correspondance avec des peintres britanniques. Elle considère le choix de cette espèce comme particulièrement pertinent, le déploiement de son corps en vol offrant « le meilleur équivalent mammifère possible » à la tension de la toile peinte sur son châssis. Selon Eric Rosenberg, l'écureuil représente en même temps le monde sauvage des colonies dont il est originaire, le pinceau du peintre, auquel son pelage fournit les poils, et la relation de ce dernier au sujet du tableau, auquel ils sont tous deux enchaînés.

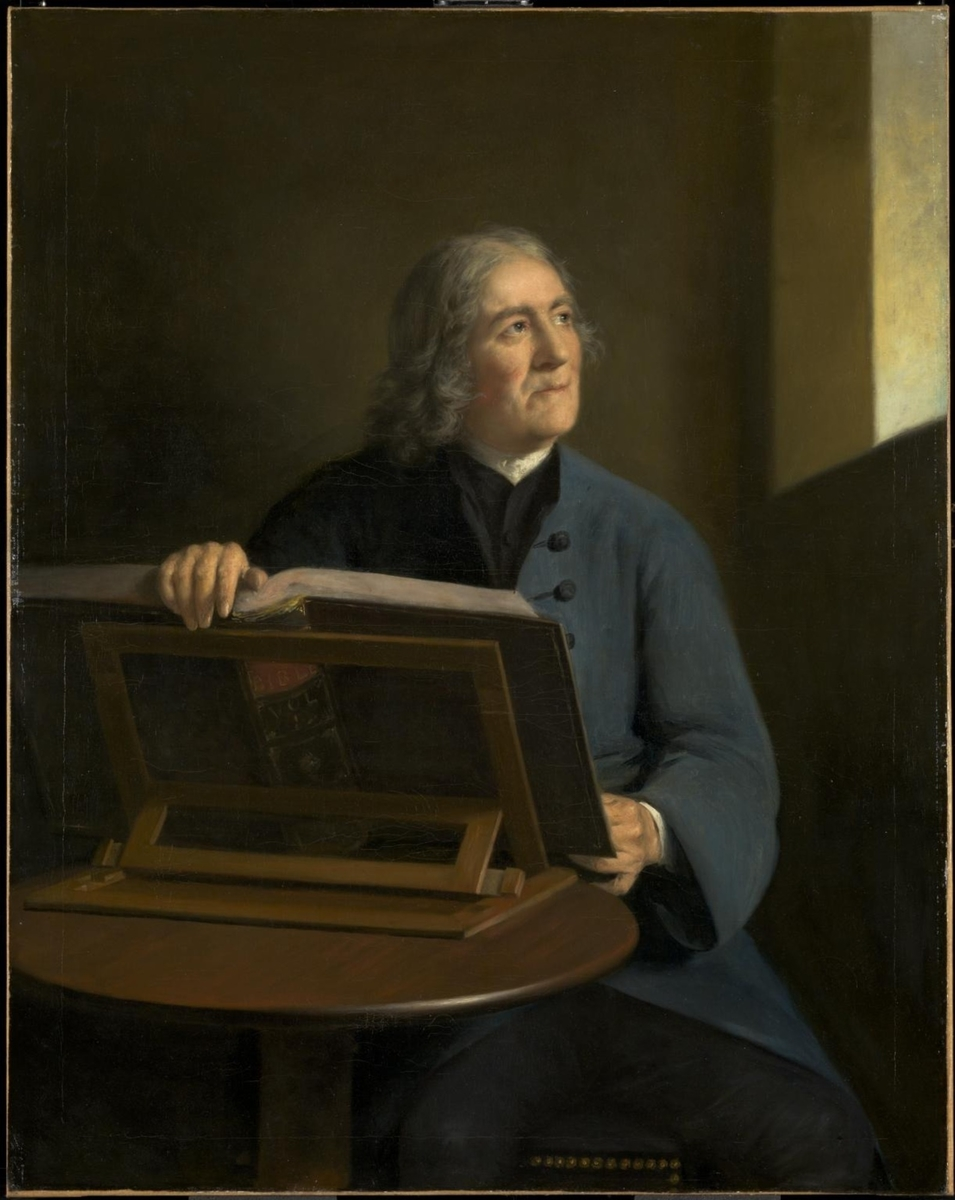
Neumeyer rapproche le Portait de Mr. Orpin (attribué à Thomas Gainsborough, c. 1765) du tableau de Copley, pour l'orientation du regard vers une source de lumière inspirante, caractéristique de la période des Lumières.

Selon Alfred Neumeyer, il est possible que le tableau soit basé sur un dessin ou une esquisse plus ancienne, Pelham ayant seize ans en 1765 et semblant en avoir une dizaine, mais il est peu probable que la composition d'ensemble soit plus ancienne. Il observe que le tableau est centré sur le mouvement et estime qu'il constitue « le plus grand hommage américain à la peinture baroque » : le coin de la table, au premier plan, conduit dans le tableau, avec pour contrepoint une autre diagonale, formée par le bord de la table, la chaîne et le bras, tandis que le corps penché en avant du garçon et son regard tourné vers le haut forme une troisième diagonale, l'équilibre de ces lignes étant maintenu par la contre-forme descendante et incurvée du rideau contrebalançant la direction globalement ascendante. Neumeyer note également la « grâce incomparable de la courbe de la chaîne » qui, selon lui, « témoigne à elle seule de la sensibilité raffinée de l'artiste, pour qui tout est expression ». Dans un autre registre, Neumeyer souligne que Copley, attaché au rendu des natures mortes, fait de l'écureuil et du verre d'eau des objets d'intense intérêt visuel. Il estime aussi que les couleurs choisies par Copley sont évocatrices de la peinture baroque et évoquent la peinture de cour. Pour cet auteur, la clé du tableau réside dans la manière distraite dont Pelham tient la chaîne, le geste de la main résonnant « comme un andantino » avec le regard du sujet perdu au loin dans ses rêves et qui a oublié son jouet. Neumeyer voit dans cette expression du visage de Pelham la représentation d'une « d'illumination » et l'affirmation d'une nouvelle conception de la dignité de l'homme, dont la tête devient désormais porteuse d'expression picturale, le portrait résumant ainsi une période mourante en même temps qu'il symbolise une époque naissante. Il rapproche à cet égard la conception du tableau de la publication de l'Émile de Rousseau (1762) qui marque l'aube d'un « âge de l'enfant ». Au total Neumeyer considère cette œuvre comme « le premier tableau par lequel l’Amérique apporte une contribution originale significative à l’art mondial ».
En revanche, l'historien Trevor Fairbrother diverge de l'analyse de Neumeyer sur l'illumination, mettant en rapport pour sa part le regard perdu de Pelham avec celui « pétrifié » des saints et des madones dans l'art dévotionnel, tout en concédant que la scène représentée par Copley est plus « séculière et matérialiste ».

## Traversée de l'Atlantique
Achevé alors que John Singleton Copley réside encore à Boston, Le Garçon à l'écureuil est expédié en 1766 à Londres pour l'exposition de la Society of Artists of Great Britain,. Conscient des périls du transport maritime, ayant grandi près du port de Boston et perdu des pastels lors d'un naufrage en 1765, Copley confie l'acheminement du tableau jusqu'à Londres à ce que Jennifer Roberts appelle une « équipe de négociateurs esthétiques et commerciaux ». Elle est constituée de Roger Hale, subrécargue de la toile au début de la traversée, qui la confie ensuite au capitaine R. G. Bruce, ami londonien de l'artiste, qui la remet lui-même à un certain Lord Buchan (ou Cardross), chargé de la déposer dans l'atelier du peintre britannique Joshua Reynolds,.
Eu égard notamment à la fonction de message transatlantique du Garçon à l'écureuil, Roberts estime que le tableau doit être interprété comme une marine, non parce qu'il représente un bateau — ne serait-ce que dans une partie du fond, à l'instar du portrait de Nicholas Boylston, comme l'observe Roberts —, mais parce qu'il est lui-même un véhicule adressé par Copley aux peintres londoniens, et parce qu'il accomplit la fonction dévolue à l'époque aux marines, donner à un peintre l'occasion de se mesurer à ses pairs en faisant valoir son habileté à mettre en œuvre des codes picturaux,. Roberts note également qu'il était alors fréquent de nommer « écureuil » ou « écureuil volant » des bateaux à voile, le nom de l'espèce « connotant le voyage et le mouvement ».

## Réception critique
Au XIXe siècle, Le Garçon à l'écureuil est reconnu par les critiques d'art comme l'une des œuvres majeures de John Singleton Copley. L'historien William Dunlap rapporte que l'écrivain écossais Allan Cunningham a considéré ce tableau comme surpassant toutes les autres œuvres de l'artiste en termes de profondeur et de richesse chromatique. En 1867, H. T. Tuckerman affirme que cette œuvre conditionne l'ensemble de la carrière de Copley. 
L'historien de l'art germano-américain Alfred Neumeyer consacre au tableau un article qu'il met dix ans à écrire et publie en 1954. Il y soutient qu'avant Copley l'art américain avait régressé à un niveau « semi-primitif » et que ce tableau est « en même temps le plus grand des hommages au baroque européen et l'expression des plus hautes conceptions des Lumières, de la dignité humaine et d'une curiosité intense à l'égard du monde matériel ». En 1976, le spécialiste américain John Wilmerding qualifie le tableau de chef-d'œuvre précoce et d'étape déterminante dans l'histoire de l'art colonial américain.
L'historienne de l'art Jennifer Roberts considère le tableau comme « la peinture la plus déterminante que Copley ait réalisée jusqu'alors en Amérique ». Il s'agit par ailleurs de la première œuvre majeure de l'artiste, hors commande, ainsi que de son premier tableau exposé publiquement. De plus, c'est la première œuvre destinée à un public européen, Copley souhaitant la présenter aux « premiers artistes du monde ». Ce projet marque une rupture stylistique par rapport à ses travaux précédents. Jennifer Roberts interprète le succès critique de cette œuvre comme un « épisode fondateur » dans l'histoire de l'art américain ; elle rappelle que de nombreuses discussions sur ce tableau ont utilisé son accueil largement positif [...] à l'étranger pour établir et légitimer des racines « proto-nationalistes ». Elle considère enfin que la « confrontation directe » lors de l'exposition londonienne entre le tableau de Copley et les œuvres européennes illustre clairement les « distinctions naissantes » entre l'art américain et européen.

## Influence sur la carrière de Copley

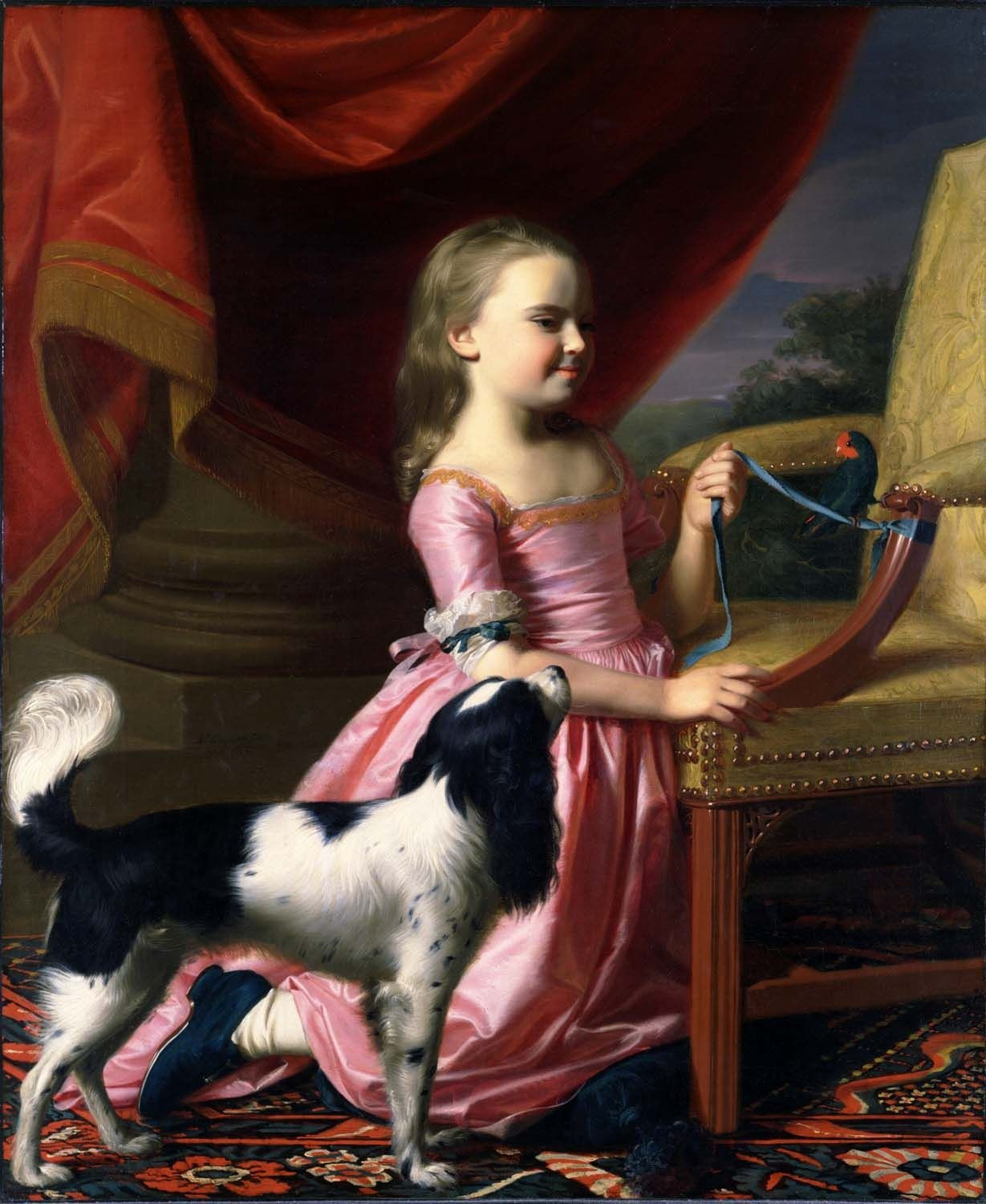
Le tableau envoyé par Copley l'année suivante à Londres vise à montrer qu'il a suivi les conseils reçus de Reynolds et West notamment sur les couleurs et la position du sujet, mais il est jugé confus et peu subtil,.

Après l'exposition londonienne de 1766 de l'œuvre, la Society of Artists of Great Britain encourage John Singleton Copley à venir à Londres pour parfaire sa formation artistique et l'élit membre en reconnaissance de son talent. R. G. Bruce a recueilli les impressions des visiteurs lors de l'exposition et a consulté Joshua Reynolds sur son appréciation avant de transmettre ses observations à Copley,,. Selon Bruce, Reynolds a salué l'œuvre pour sa virtuosité, tout en soulignant une certaine dureté dans le dessin, une froideur des ombres et une minutie excessive. Il tempère ses propos en insistant sur la nécessité d'un enseignement adapté afin d'éviter que le style de Copley, façonné dans le cadre restreint de Boston, ne se rigidifie ou se corrompe. 
Le peintre américain Benjamin West, alors à Londres, admire la toile avant son exposition et loue sa « délicatesse chromatique » digne de Titien. Ignorant qui en est l'auteur lors de son arrivée chez Reynolds, West déduit qu'il s'agit d'un Américain d'après le type de pin utilisé pour le châssis et la représentation d'un écureuil volant. Il adresse à Copley une lettre où il confirme l'opinion élogieuse de Reynolds, formule lui aussi des critiques sur la raideur du dessin et recommande à Copley de continuer sur sa lancée en envoyant un autre tableau,,, ce que fait Copley l'année suivante, envoyant Young Lady with a Bird and a Dog sans toutefois avoir eu le temps d'incorporer les précédents commentaires. Young Lady est ainsi accueilli défavorablement au regard du Garçon à l'écureuil par certains commentateurs,. Le succès rencontré en Angleterre conduit Copley à adopter un style plus rigoureux vers la fin de sa carrière américaine et consolide sa résolution de s'établir à Londres, ce qu'il fait en 1774,.

## Parcours et historique de l'œuvre
À la mort de John Singleton Copley en 1815, le tableau revient à son fils, John Copley. Après le décès de ce dernier en 1863, l'œuvre est vendue aux enchères l'année suivante chez Christie's à Londres à James Sullivan Amory, époux de Mary Copley Greene Amory, petite-fille de l'artiste. En 1891, elle est transmise à leur fils Frederic Amory, puis en 1928 à l'arrière-petite-fille de Copley.
Le musée des Beaux-Arts de Boston célèbre le bicentenaire de John Singleton Copley par une exposition du 1er février au 15 mars 1938, incluant Le Garçon à l'écureuil. De septembre à octobre 1965, le tableau est présenté lors d'une rétrospective à la National Gallery of Art de Washington,. En 1978, l'arrière-petite-fille de Copley en fait don au musée des Beaux-Arts de Boston, dont le directeur qualifie ce geste de « don unique, le plus important depuis de nombreuses années ». En 2023, l'œuvre figure dans la Saunders Gallery, aux côtés d'autres toiles du peintre.